# 1562

## Esdeveniments
Països Catalans
- 16 de març: l'ara vila de Salou (el Tarragonès) (aleshores barri marítim de Vila-seca de Solcina) pateix un atac de pirates que fa nombrosos captius.[1]

Resta del món
- 20 de setembre: Els hugonots francesos cedeixen Le Havre a Anglaterra, a canvi de l'ajut britànic contra el rei de França.[2]
- 19 de desembre: Batalla de Dreux, França, entre catòlics i hugonots (protestats), inicia les guerres de religió europees.[3]

## Naixements
Països Catalans
Resta del món
- 25 de novembre - Madrid, Regne de Castella: Lope de Vega, escriptor espanyol (m. 1635).
- 2 de desembre - Alcaraz, Albacete: Oliva Sabuco, filòsofa, metgessa i humanista, autora de Nueva filosofía de la naturaleza del hombre.[4]
- Haarlem: Cornelis van Haarlem, pintor i dibuixant holandès (m. 1638).

## Necrològiques
Països Catalans
Resta del món